# Old Dutch Foods

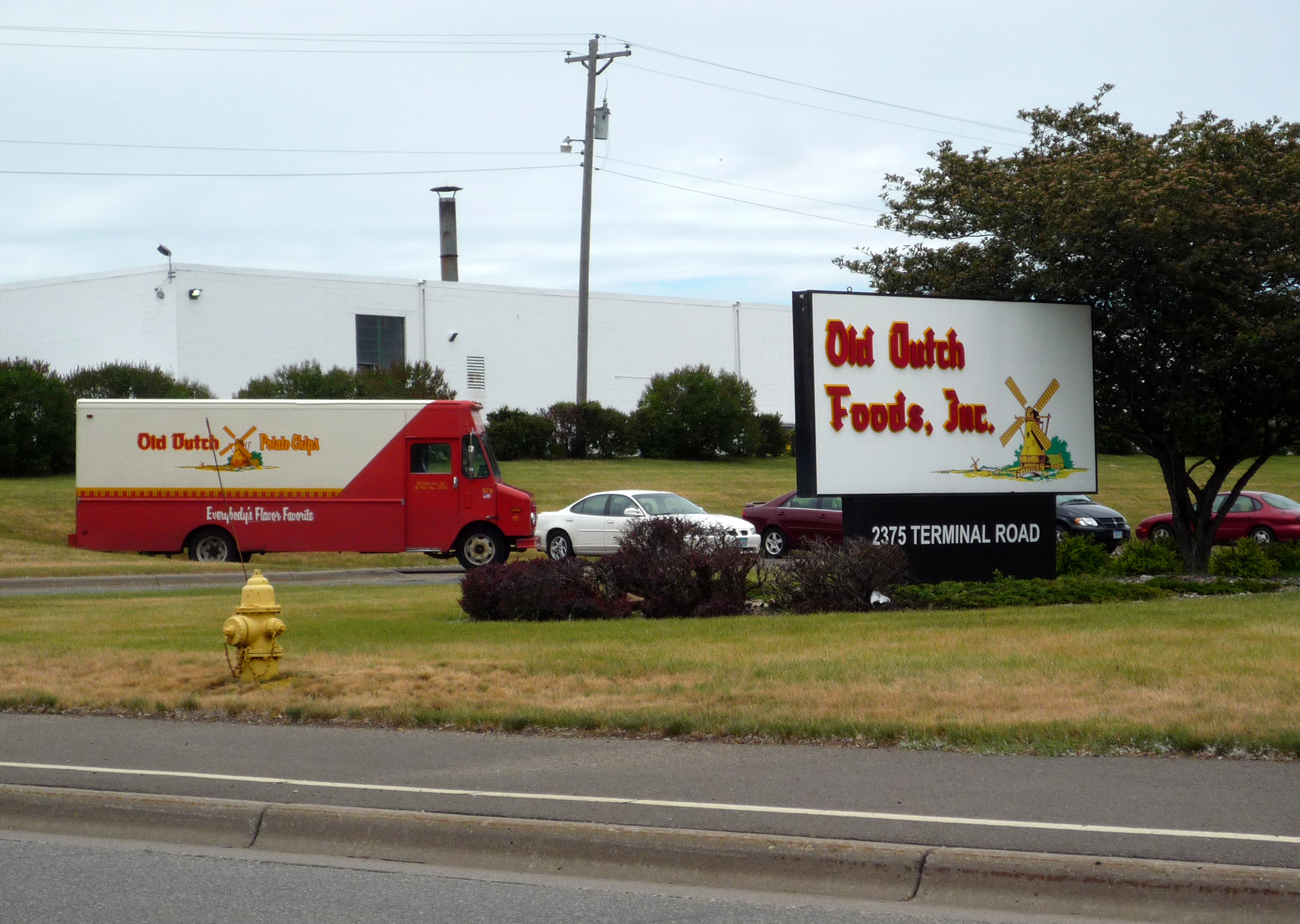
Old Dutch Foods, Roseville

Old Dutch Foods ist ein US-amerikanisches Familienunternehmen mit Sitz in Roseville, Minnesota, welches Chips und Knabberartikel im Mittleren Westen der Vereinigten Staaten und in Kanada herstellt und vertreibt. Zu den bekanntesten Produkten gehören Old Dutch Potato Chips, Dutch Crunch, Ripples and Restaurante Style Tortilla Chips. Der Umsatz des Unternehmens liegt bei 107 Millionen US-Dollar (Stand 2024).

## Geschichte
Das Unternehmen wurde im Jahre 1934 als Old Dutch Products Co. in St. Paul, Minnesota gegründet. Bereits 1937 zog es nach Minneapolis um. 1968 wurde der Unternehmenssitz in den Vorort Roseville verlagert.
Old Dutch trat 1954 mit der Eröffnung der ersten Produktionsstätte in Winnipeg, Manitoba in den kanadischen Markt ein. Bis heute befindet sich die Unternehmenszentrale für Kanada dort. Old Dutch war zunächst nur im Westen Kanadas tätig. Mit der Übernahme von Humpty Dumpty Snack Foods für 26,7 Mio. kanadische Dollar konnte die Marktposition gestärkt und die Marktausweitung in den Osten Kanadas vorangetrieben werden.
In beiden Ländern agiert Old Dutch als eigenständiges Unternehmen. In den Vereinigten Staaten firmiert es als Old Dutch Foods, Inc. und in Kanada als Old Dutch Foods, Ltd. Es werden fünf Produktionsstätten in Kanada sowie zwei in den Vereinigten Staaten betrieben.

## Produkte
Old Dutch bietet eine große Anzahl an Kartoffelchips in verschiedenen Geschmacksrichtungen an. Darüber hinaus werden weitere Produkte wie Tortilla-Chips, Dips, Salsa, Popcorn und Beef Jerky angeboten. Die Produkte werden in den Vereinigten Staaten in den Bundesstaaten Michigan, Minnesota, North Dakota, Iowa, Nebraska, South Dakota und Wisconsin sowie in ganz Kanada angeboten.